# Vilâyet Bosnien
Das Vilâyet Bosnien (osmanisch ولايت بوسنی Vilâyet-i Bosna) war von 1865 bis 1908 eine unmittelbare Provinz des Osmanischen Reiches. Infolge des Berliner Vertrages wurde die Provinz ab 1878 von Österreich-Ungarn besetzt und verwaltet und 1908 annektiert, was die Bosnische Annexionskrise auslöste.

Wilajet Bosnien

## Verwaltungsgliederung
- Sandschak Bosnien (Bosna Sancağı): Foça Kazası, Foyniça Kazası, Çelebipazarı Kazası, Visoka Kazası und Vişegrad Kazası.
- Sandschak İzvornik: İzvornik Kazası, Belene Kazası, Bhriçka Kazası, Graçaniçe Kazası, Maglay Kazası, Kaladani Kazısı, Vilanasiça Kazası, Srebreniçe Kazası und Gradaçaç Kazası
- Sandschak Herzegowina (Hersek Sancağı): Gaçka Kazası, Nüvesin Kazası, Bileke Kazası, Tirebin Kazası, Lubin Kazası, Liyobuşka Kazası, İstolaç Kazası und Koniçe Kazası
- Sandschak Travik: Zeniça Kazası, Glamoç Kazası, İhlevne Kazası, Jobçe Kazası, Jopanyaç Kazası, Bogoyna(Akhisar) Kazası, Prozor Kazası und Yayça Kazası
- Sandschak Bihke: Krupa Kazası, Ptrovaç Kazası, Saneski Most Kazası, Sazin Kazası ve Klivaç Kazası

1876 wurde der Sandschak Herzegowina aus dem Vilâyet ausgegliedert.

## Bevölkerung
| Einwohnerzahlen |           |       |
| Bosna           | Bosna     | Bosna |
| --------------- | --------- | ----- |
| Jahr            | Einwohner |       |
| 1867            | 1.161.000 |       |
| 1870            | 1.242.500 |       |
| 1874            | 1.358.000 |       |
| 1900            | 1.591.000 |       |